# Novomykolaïvka (oblast de Zaporijjia)
Novomykolaïvka (ukrainien : Новомиколаївка, russe : Новониколаевка, Novonikolaïevka) est une commune urbaine de l'oblast de Zaporijjia, en Ukraine. Elle compte 5 059 habitants en 2021. Elle était le chef-lieu administratif du raïon du même nom et depuis la réforme administrative de 2020 une partie du Raïon de Zaporijjia.

## Géographie
La commune se trouve au bord de la rivière Verkhnia Terssa. Le village de Marianivka se trouve à 4 km en amont et celui de Kamianka à 4,5 km en aval. Celui de Mikhaïlivske se trouve de l'autre côté de la rive.

## Histoire
C'est en 1790 qu'est fondé le village de Kotcherejki qui est renommé Novomykolaïvka en 1812. Il a été occupé par l'armée allemande de 1941 à 1943. Il obtient le statut de commune urbaine en 1957. Il comptait 5 988 habitants en 1989 et 5 485 en 2013.

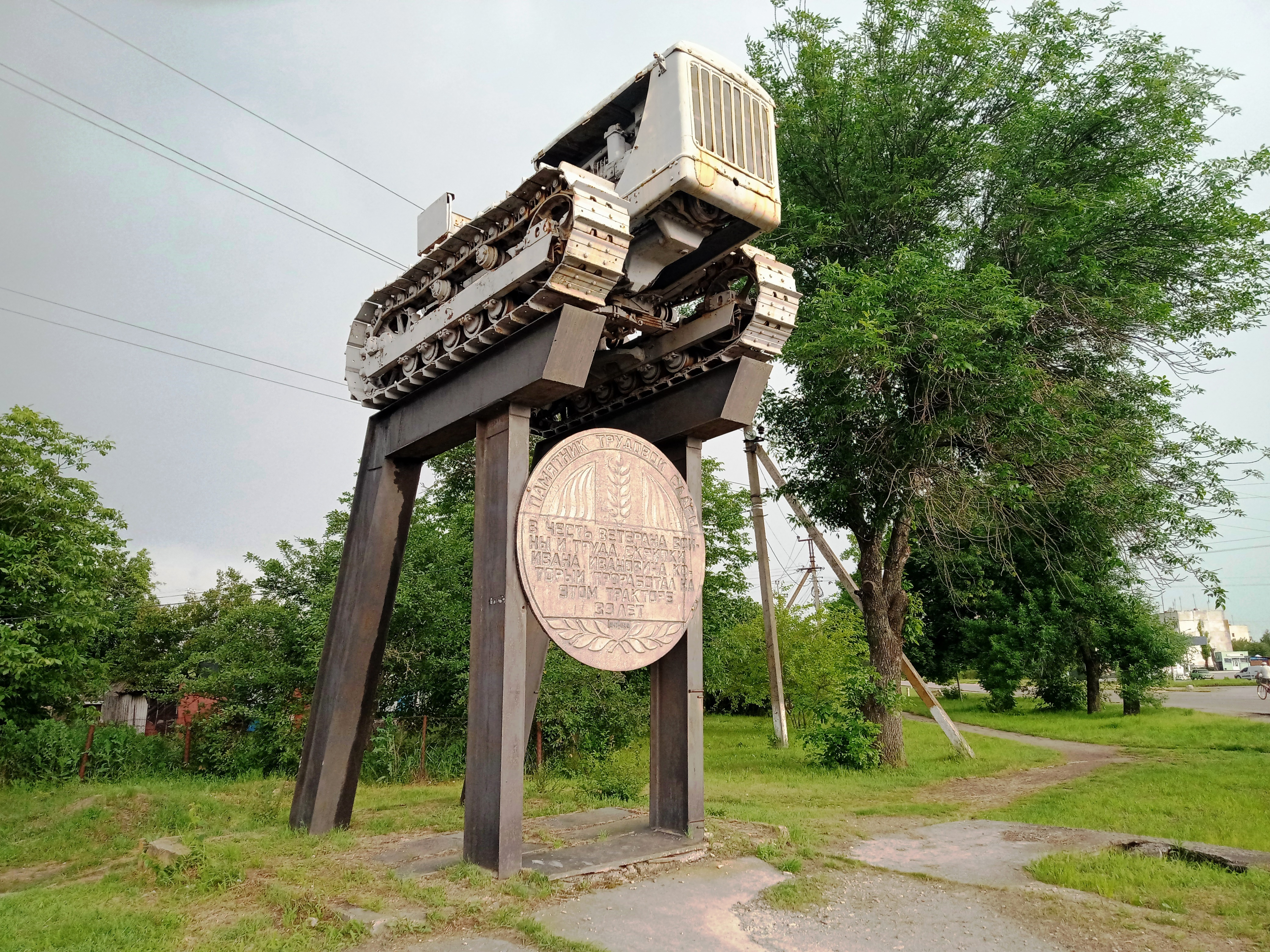
Monument aux travailleurs, classé[4].
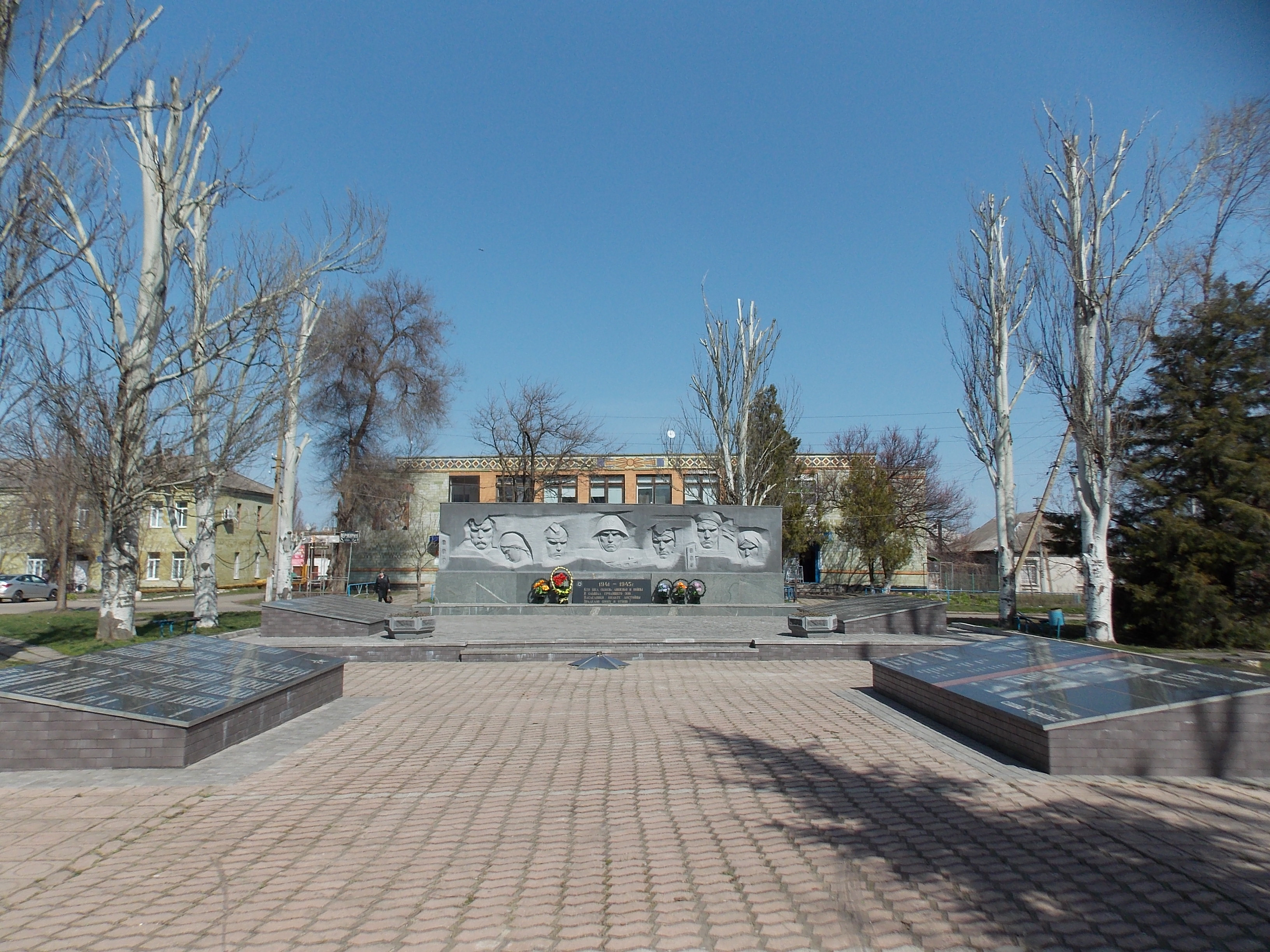
Mémorial à la guerre, classé[5].

## Religion
La commune dispose d'une église orthodoxe, l'église Saint-Nicolas.